# Egon Susset

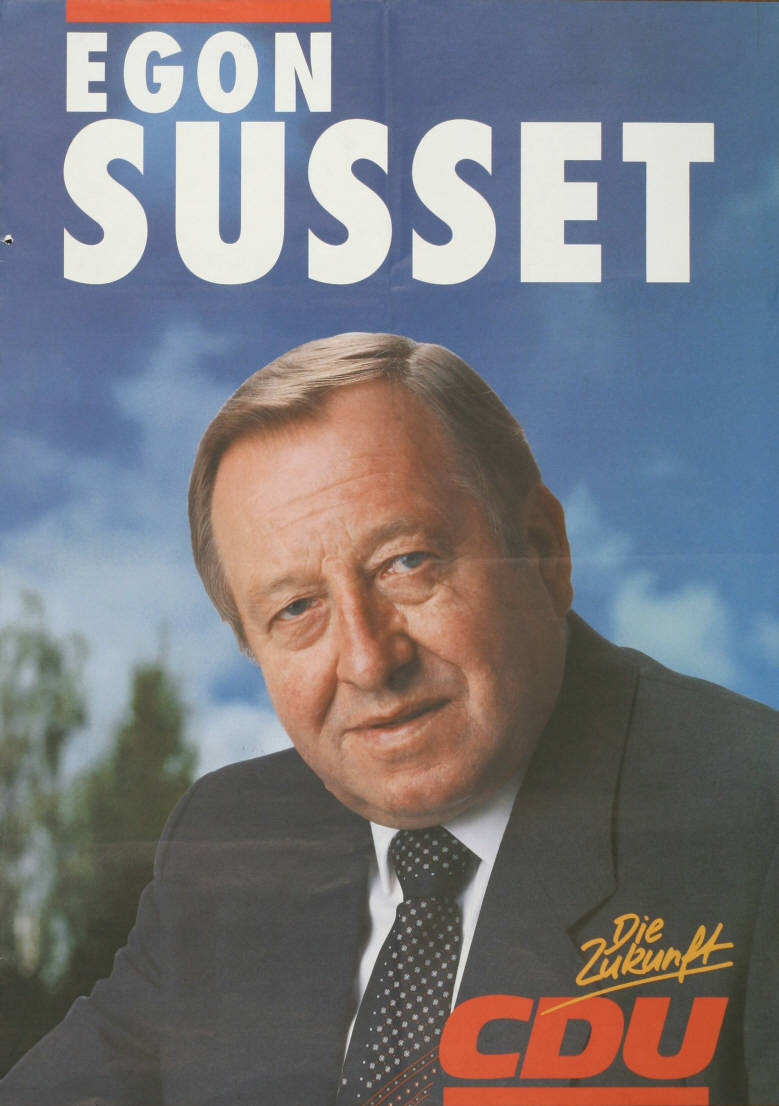
Kandidatenplakat zur Bundestagswahl 1987

Egon Susset (* 3. Juni 1929 in Wimmental; † 26. Dezember 2013) war ein deutscher Politiker (CDU), Landwirt und Weingärtner. Von 1969 bis 1998 war er Mitglied des Deutschen Bundestages.

## Leben
Susset entstammte einer seit Beginn des 19. Jahrhunderts in der Lokalpolitik engagierten Wimmentaler Familie, die mehrere Gemeinderäte, Schultheißen und Bürgermeister stellte. Sein 1896 geborener Onkel Eugen Richard Susset war von 1935 bis 1945 und erneut von 1946 bis zu seinem Tod 1953 Bürgermeister Wimmentals.
Egon Sussets Vater Oswald Johann Susset (1887–1973) war von 1946 bis 1951 Gemeinderat. Neben Egon Susset hatte er zwei weitere Söhne; Franz Susset (1932–2023) studierte Jura und wurde Landrat des Hohenlohekreises, der jüngste Sohn Eugen Susset war Gemeinderat in Oedheim und verunglückte 1987 tödlich.
Nach Schulbesuch und Ausbildung in Landwirtschaft und Weinbau übernahm Egon Susset 1960 einen Landwirtschafts- und Weinbaubetrieb. Er war unter anderem Vorsitzender der Weingärtnergenossenschaft Wimmental, Vizepräsident des Bauernverbandes Baden-Württemberg und stellvertretender Vorsitzender des Vorstandes des Absatzförderungsfonds der deutschen Land- und Ernährungswirtschaft.
1952 trat er in die CDU und die Junge Union ein. In Partei und Junger Union übernahm er diverse Ämter, so war er unter anderem seit 1962 im Landesvorstand der CDU Baden-Württemberg und Vorsitzender des CDU-Stadt- und Landkreisverbandes Heilbronn.
1956 wurde er in den Wimmentaler Gemeinderat gewählt, dem er bis 1968 angehörte, 1965 in den Kreistag (Mitglied bis 2004) und den Kreisrat des Landkreises Heilbronn. Nach zwei erfolglosen Kandidaturen 1953 und 1961 wurde er 1968 zum Bürgermeister Wimmentals gewählt. Dieses Amt versah er bis zur Eingemeindung Wimmentals in die Stadt Weinsberg am 1. Januar 1975; danach war er noch bis zum 11. Februar 1977 ehrenamtlicher Ortsvorsteher Wimmentals.
1969 kandidierte er erstmals für den Deutschen Bundestag und wurde über die CDU-Landesliste Baden-Württemberg gewählt, 1972 ebenfalls über die Landesliste wiedergewählt. 1976 wurde er als Nachfolger Erhard Epplers erstmals direkt gewählter Abgeordneter des Wahlkreises Heilbronn und als solcher bei den folgenden Bundestagswahlen bis einschließlich 1994 jeweils bestätigt. 1998 kandidierte er nicht mehr. Im Bundestag widmete er sich vor allem dem Thema Landwirtschaft und war zuletzt Vorsitzender der Arbeitsgruppe Ernährung, Landwirtschaft und Forsten der CDU/CSU-Fraktion und Mitglied des Bundestagsausschusses für Ernährung, Landwirtschaft und Forsten.
Egon Susset war römisch-katholischer Konfession, verheiratet und Vater von vier Kindern.

## Ehrungen
- 1978: Verdienstkreuz am Bande der Bundesrepublik Deutschland
- 1984: Verdienstkreuz 1. Klasse der Bundesrepublik Deutschland